# Уейн Найт
Уейн Елиът Найт (на английски: Wayne Eliot Knight) (роден на 7 август 1955 г.) е американски актьор и комик. Най-известен е с ролите си на Нюман в „Зайнфелд“, полицай Дон Орвил в „На гости на третата планета“ и Хаскъл Лъц в „Бивши“.
Филмовите му роли включват тези на Денис Недри в „Джурасик парк“, Стан Подолак в „Космически забивки“, Ал Макуигин „Играта на играчките 2“, Тантор в „Тарзан“ и други.